# Zamek Wurzen
Zamek Wurzen (niem. Schloss Wurzen) – zabytkowy zamek na wodzie w Wurzen (Saksonia).
U schyłku średniowiecza biskup Johann VI von Salhausen (1444-1518) przeniósł swoją rezydencję z Miśni do Wurzen. W latach 1491-1497 zbudował nowoczesny pałac mieszkalny z dwiema potężnymi wieżami.

## Galeria

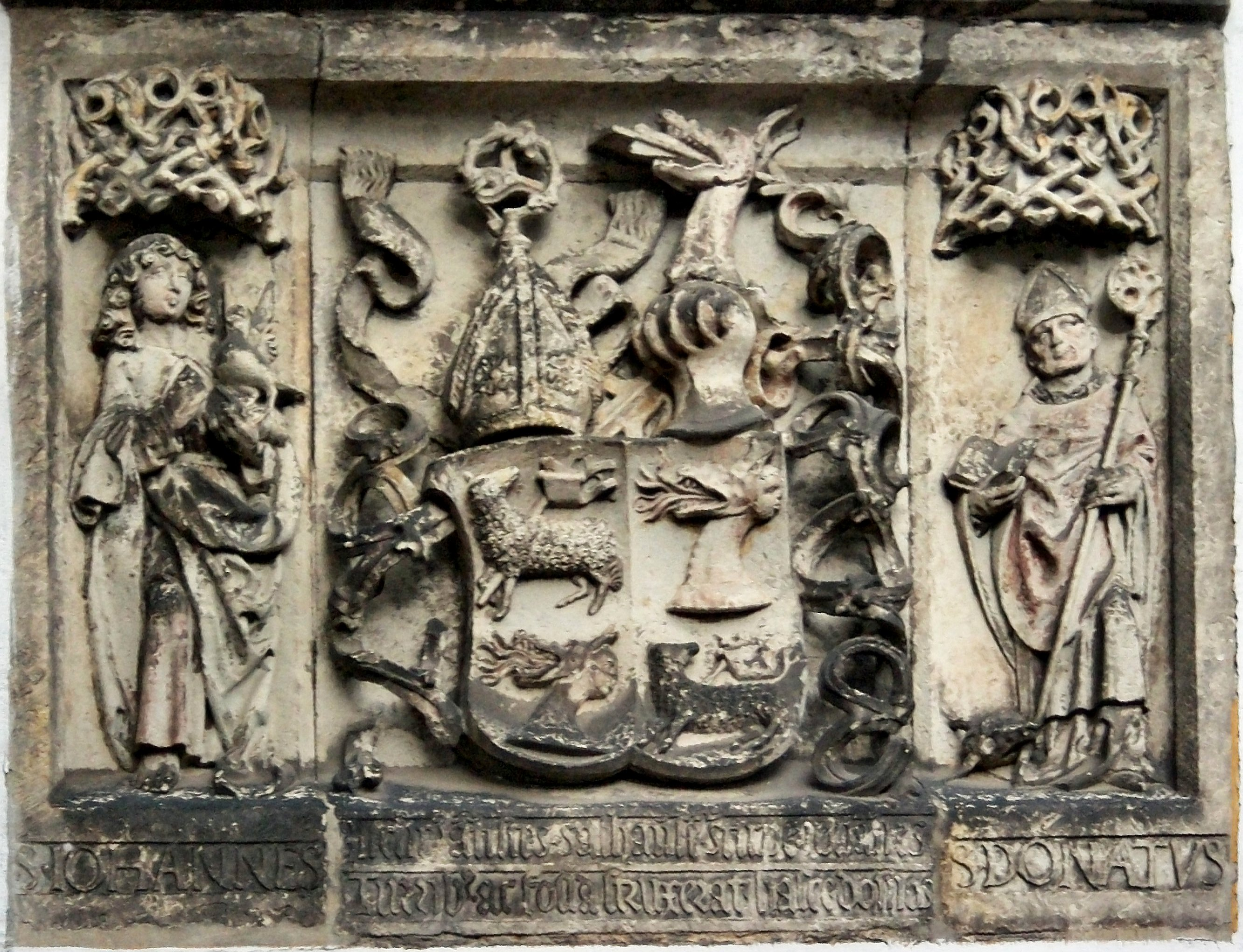
Herby bpa Miśni i Johanna Salhausen
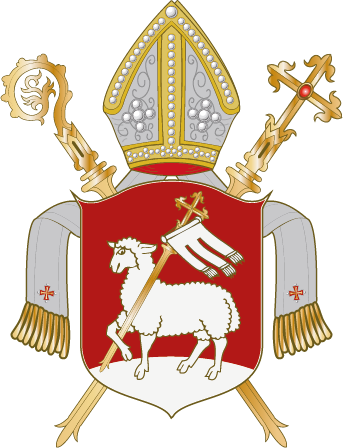
Herb bpa Miśni
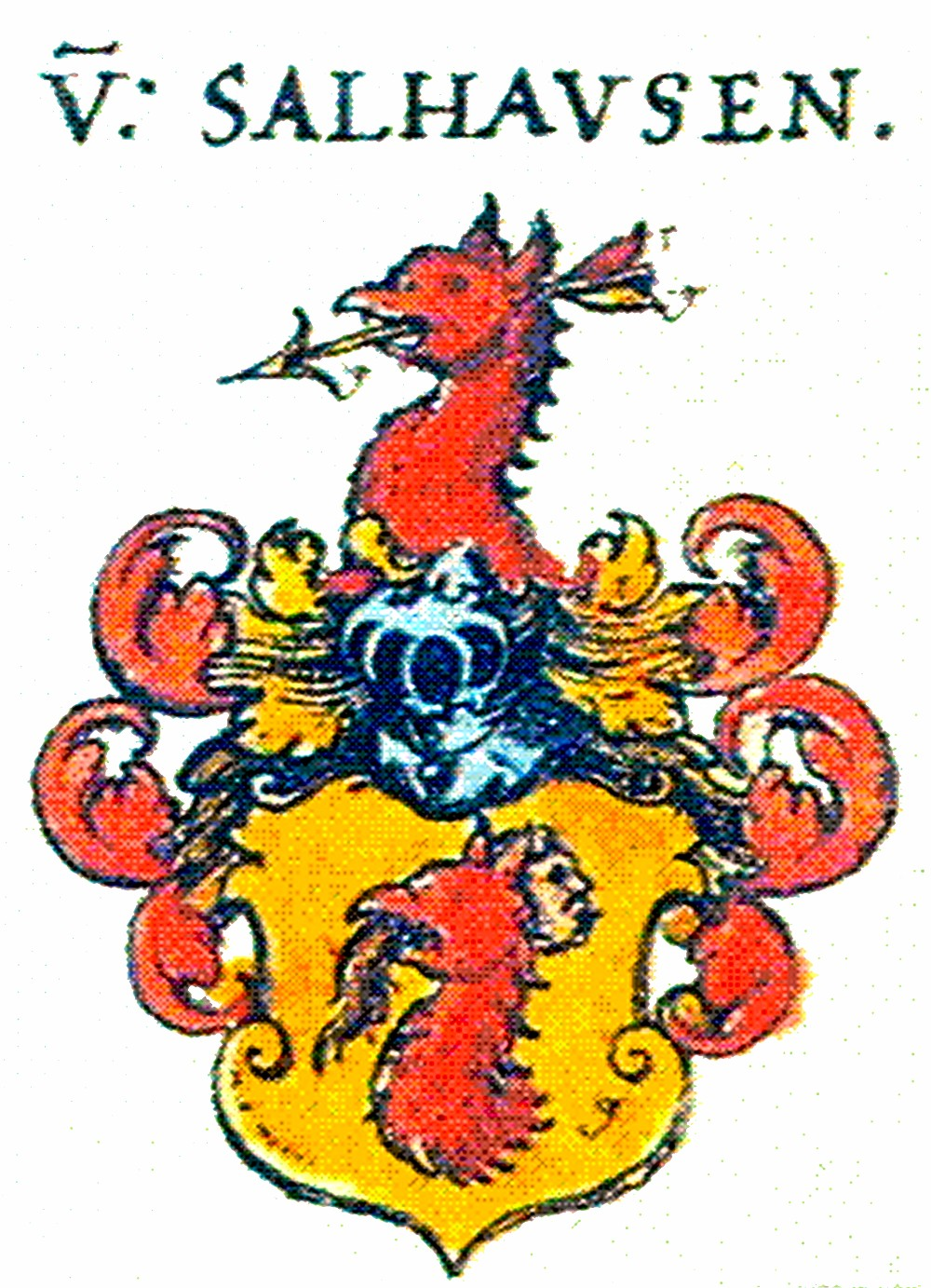
Herb von Salhausen